# Perturbación ionosférica súbita

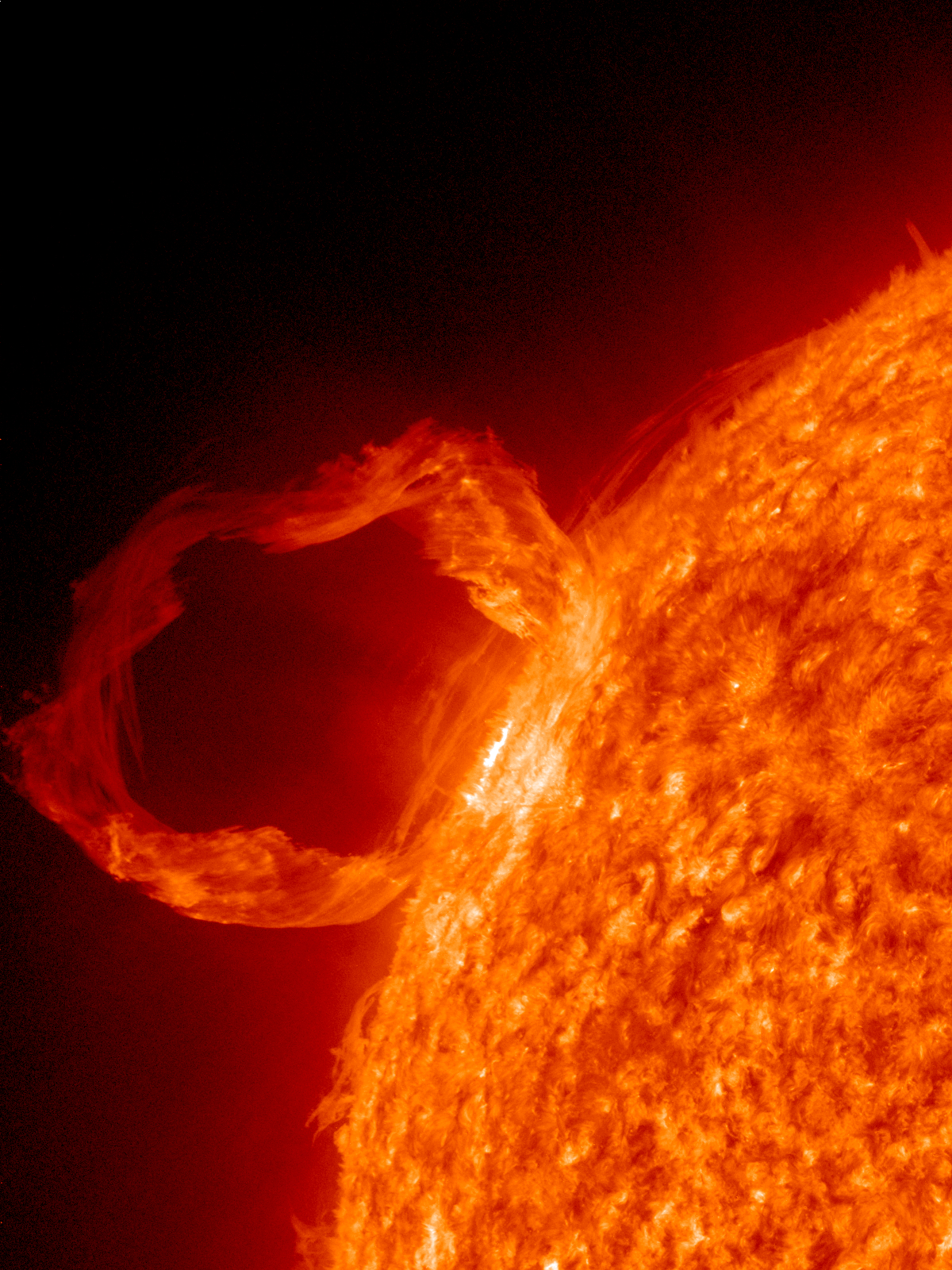
Erupción solar. La línea de emisión ultravioleta extrema proviene del helio mono ionizado o He II y corresponde a una temperatura de aprox. 50.000 grados centígrados

Una perturbación ionosférica súbita (también conocida como SID, del inglés "sudden ionospheric disturbance" o como Efecto Dellinger) es un fenómeno de ionización de plasma de densidad anormalmente alta en la región D de la ionosfera causado por una fulguración solar. El resultado de uno de estos episodios es un aumento repentino de la absorción de las ondas de radio que es más severo en las señales de frecuencia media  (MF) y en la gama más baja de las de alta frecuencia, lo que a menudo se traduce en interrupciones o interferencias en los sistemas de telecomunicaciones.

## Descubrimiento
El efecto Dellinger, también denominado en ocasiones veces efecto Mögel–Dellinger, es el otro nombre que recibe la perturbación ionosférico súbita. El efecto fue descubierto por John Howard Dellinger alrededor de 1935 y también descrito por el físico alemán Hans Mögel (1900-1944) en 1930.  El debilitamiento de las señales está caracterizado por un inicio repentino y una recuperación que lleva minutos u horas.

## Causa
Estas perturbaciones son el producto de una intensa explosión de radiación ultravioleta y de rayos X en el Sol que alcanza la Tierra después de un tiempo de propagación de aproximadamente 8 minutos. Esta radiación de alta energía es absorbida por partículas atmosféricas, elevándolas a estados excitados, incidiendo en sus electrones y liberándolos en un proceso de fotoionización. Las capas más bajas de la ionosfera (región D y región E) aumentan inmediatamente en densidad a pleno día. La perturbación ionosférica potencia la propagación radiofónica en VLF (muy larga frecuencia). Los científicos en la Tierra pueden utilizar este efecto para detectar las deflagraciones solares: controlando la fuerza de la señal de un transmisor VLF distante, las perturbaciones ionosféricas súbitas quedan grabadas, indicando cuándo han tenido lugar estos episodios.

## Efectos en las ondas radiofónicas
Las ondas cortas radiofónicas  (en la gama HF) son absorbidas por el aumento de partículas en la baja ionosfera, lo que causa un apagón completo de las comunicaciones radiofónicas. Este fenómeno se denomina desvanecimiento de onda corta. Estos desvanecimientos pueden durar entre unos pocos minutos y unas pocas horas y son más severos en las regiones ecuatoriales donde el Sol incide sobre la Tierra más directamente. Sin embargo, las perturbaciones ionosféricas realzan la propagación radiofónica de onda larga (VLF). Las deflagraciones solares son observadas y grabadas controlando la fuerza de la señal de un transmisor distante VLF. Existe una variedad entera de sub-clases de perturbaciones, detectable por técnicas diferentes en varias longitudes de onda: SPA ("Sudden Phase Anomaly" Anomalía de Fase Súbita), SFD ("Sudden Frequency Deviation" Desviación de Frecuencia Súbita), SCNA ("Sudden Cosmic Noise Absorption" Absorción de Ruido Cósmico Repentino), SEA ("Sudden Enhancement of Atmospherics" Mejora Súbita de la Atmósfera), etc.